# 堀田瑞松

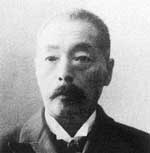
堀田瑞松

堀田 瑞松（ほった ずいしょう、天保8年4月12日（1837年5月16日） - 大正5年（1916年）9月8日）は、日本の彫刻家、漆工芸家、発明家。名は貞。寸松とも号した。

## 略歴
但馬国（現在の兵庫県豊岡市城南町）出身。ただし、越前国（福井県）出身とする説もある。日本刀の鞘を漆で塗装する職人である鞘塗師の子として生まれ、唐木細工を学ぶ。特に紫檀彫刻に秀で、内国勧業博覧会に出品したほか、孝明天皇に献上し名前の「瑞」の字を賜った。代表作の「楼閣山水紫檀額」は東京国立博物館に収蔵されている。

## 日本の特許第1号
明治18年（1885年）8月14日には、漆を主成分とする「堀田錆止塗料及ビ其塗法」で日本の特許第1号を取得している。この塗料は、鉄製船舶の船底の防錆を目的とするもので、漆のほかに、鉄粉、鉛丹、油煤、柿渋、酒精、生姜を含んでおり、伝統的かつ国産の材料を活用したものであった。しかし、特許の内容からリピーターが頻繁に来ないため、経営的には失敗であった。